# Chris Isaak (album)
Chris Isaak è l'eponimo secondo album in studio del musicista statunitense Chris Isaak, pubblicato nel 1986.

## Tracce
Testi e musiche di Chris Isaak, eccetto dove indicato.
1. You Owe Me Some Kind of Love – 3:51
2. Heart Full of Soul – 3:20 (Graham Gouldman)
3. Blue Hotel – 3:10
4. Lie to Me – 4:12
5. Fade Away – 4:15
6. Wild Love – 2:57
7. This Love Will Last – 2:45
8. You Took My Heart – 2:31
9. Cryin' – 2:30
10. Lovers Game – 2:55
11. Waiting for the Rain to Fall – 3:39